# Slávka Poberová
Slávka Poberová, rodným jménem Jaroslava Vojtěchová (* 20. února 1943 ve Dvoře Králové nad Labem), je česká prozaička, redaktorka, překladatelka z angličtiny a nakladatelka.

## Život
Slávka Poberová vystudovala dějepis a češtinu na Filozofické fakultě Univerzity Karlovy v letech 1960-1965. Po absolutoriu nastoupila jako tisková referentka v hudební agentuře Pragokoncert, kde zůstala do roku 1968. Přešla do Čs. ústředí knižní kultury, po jeho zrušení v roce 1969 se stala redaktorkou a posléze vedoucí kulturní rubriky Světa práce. Od roku 1979 působila jako vedoucí redaktorka beletrie v nakladatelství Olympia, kde se stala r. 1992 zástupkyní šéfredaktora a v roce 1996 šéfredaktorkou.
V roce 1968-1970 absolvovala na Fakultě žurnalistiky UK postgraduální studium zaměřené na nakladatelskou činnost, v roce 1980 tam získala za práci Počátky českého ženského hnutí v tisku doktorát filozofie. Jejím prvním manželem byl Jiří Pober (1910–1976) druhým Milan Sedláček.

## Dílo
Od roku 1963 publikovala v kulturním zpravodajství Čs. rozhlasu, psala divadelní recenze do Středočeského vysílání, pak přidávala další noviny (Práce, Mladá fronta, Rudé právo, Svobodné slovo, Lidová demokracie) a časopisy (Domov, Květy, Zlatý máj, Nové knihy), v 80. letech spolupracovala s rozhlasovým Kolotočem. Upravovala různé knihy mnoha autorů, ke kterým ji vázaly vzpomínky z dětství, např. E. H. Porterová Pollyanna (1991) či Paul d'Ivoi Tajemný doktor (1994).